# Trabajos Catastrales
Trabajos Catastrales S.A. (popularmente conocida con el acrónimo TRACASA) es una empresa pública del Gobierno de Navarra, fundada el 25 de marzo de 1982 y situada en la localidad navarra de Sarriguren (Valle de Egüés), especializada en la prestación de servicios en el uso de información territorial y de las tecnologías de la información.

## Historia
El Gobierno de Navarra funda Trabajos Catastrales S.A. (Tracasa) en marzo del año 1982 para acometer las tareas de implantación y mantenimiento de los Catastros de Riqueza Urbana y Rústica de los municipios de Navarra.
En el 2011 Tracasa absorbió a la sociedad pública Gestión de Deudas S.A. (GEDESA).
En el año 2016 se produjo un desdoble de esta sociedad pública en dos empresas públicas: la propia Tracasa y Tracasa Instrumental, motivado por la entrada en vigor de una directiva europea sobre libre mercado. Anteriormente, ya por el año 2002, se intentó hacer esta división, siendo el El Corte Inglés quien iba a quedarse con la parte privada, pero a última hora se retiró y no se llevó a cabo.
Actualmente está integrada en la Corporación Pública Empresarial de Navarra y está adscrita al Departamento de Desarrollo Económico y Empresarial del Gobierno de Navarra (antes estaba adscrita al Departamento de Desarrollo Económico), junto con la Sociedad de Desarrollo de Navarra y el Centro Europeo de Empresas e Innovación de Navarra.

## Sede

### Sede social
Las oficinas principales de Trabajos Catastrales S.A. (Tracasa) se encuentran situadas en la localidad navarra de Sarriguren (Valle de Egüés).

### Sucursales
Trabajos Catastrales S.A. (Tracasa) cuenta también con tres sucursales:
- En Pamplona, en la Avendina Baja Navarra 13º Dcha.
- En Albacete, en la Plaza Constitución 8. Entreplanta, Puerta 4.
- En Las Palmas de Gran Canaria, en la calle Triana 86, 2ª planta.

## Estructura organizativa y funciones
Trabajos Catastrales S.A. (Tracasa) cuenta con varios departamentos:
- Área comercial y consultoría: Está dedicado a la prospección y estudio de licitaciones en los ámbitos nacional e internacional, a labores comerciales de gestión de clientes y consultorías, así como también a trabajos administrativos de preparación de ofertas.
- Departamento de ingeniería y sistemas territoriales: Presta servicios para la implantación de sistemas de información adaptados a cada uno de los clientes, utilizando las más avanzadas tecnologías GIS y de teledetección. También realiza el desarrollo del ciclo completo de la producción cartográfica.
- Departamento de gestión de deudas: Su labor es la detección y gestión de cobro de las obligaciones tributarias no satisfechas por los ciudadanos y las empresas a las Administraciones Municipales.
- Áreas de servicios catastrales y catastro: Se centra en la prestación de servicios integrales a los ayuntamientos y otras administraciones, tanto en

sistemas de gestión como en asesorías técnicas, inspecciones y mantenimiento catastral.

## Consejo de administración
El consejo de administración de Tracasa está compuesto por las siguientes personas:
- Presidente:  Manuel Ayerdi Olaizola.
- Vocales: Mikel Irujo Amezaga, Izaskun Goñi Razquin, Xabier Lasa Gorraiz, Eva García Balaguer y Yolanda Blanco Rodríguez.
- Consejero delegado: José Joaquín Arrarás Paños.
- Secretario: Francisco Javier García Noáin.

## Misión
La misión de Trabajos Catastrales S.A. (Tracasa) es la de crear valor para la sociedad, mediante el desarrollo de servicios de apoyo y soluciones de mejora y modernización en el sector de las Administraciones Públicas.

## Visión
Trabajos Catastrales S.A. (Tracasa) tiene la visión de ser una empresa experta en el desarrollo de soluciones para la modernización de la Administración Pública, mediante soluciones tecnológicas, servicios de Ingeniería Territorial y de Cartografía de valor, así como Asistencias Técnicas especializadas, contribuyendo a la innovación, crecimiento y desarrollo de este sector en Navarra, en colaboración con socios locales, mediante su actividad en mercado nacional e internacional.

## Prestación de servicios
Trabajos Catastrales S.A. (Tracasa) es una empresa especializada en la prestación de servicios cartográficos, estudios territoriales, sistemas de información territorial y soluciones para la modernización de la administración.

## Socios estratégicos
Trabajos Catastrales S.A. (Tracasa) mantiene alianzas estratégicas de partenariado con las siguientes empresas:
- Environmental Systems Research Institute (ESRI): Tracasa es una de las empresas de referencia nacional e internacional en el conocimiento y desarrollo de soluciones GIS, apuestando por la tecnología de esta compañía americana con la que trabaja en el asesoramiento, desarrollo e implantación de soluciones Sistema de información geográfica.
- Airbus Defence and Space: Tracasa es reseller autorizado por esta compañía para la distribución de su portfolio de productos y servicios entre los que destaca la adquisición de imágenes de la familia de satélites, entre los que destacan Spot 6 y 7, Pléiades o el TerraSas-X.

## Colaboraciones
Trabajos Catastrales S.A. (Tracasa) colabora con diversas entidades, como por ejemplo la Universidad Pública de Navarra.

## Patrocinios
Trabajos Catastrales S.A. (Tracasa) también patrocina eventos, entre los que destaca la Navarra LAN Party que se celebra en la Universidad Pública de Navarra.

## Premios y reconocimientos
- System Implementation Award: Ensuring customer success through a comprehensive suite of services (ESRI)[32]